# 哈爾齊斯克
哈爾齊兹克（羅馬化：Khartsyzk，發音：[xɐrˈt͡sɪzʲk] ⓘ），又按俄语名译为哈爾齊斯克（羅馬化：Khartsyzsk，發音：[xɐrˈt͡sɨsk]），法理上是乌克兰顿涅茨克州顿涅茨克区哈尔齐兹克市镇内的城市及该市镇的行政中心，事实上为俄罗斯頓涅茨克人民共和國的直辖市。該市距離首府頓涅茨克25公里，始建於1869年，面積19.3平方公里，海拔高度216米，2022年人口数量为56,182人。

## 图集

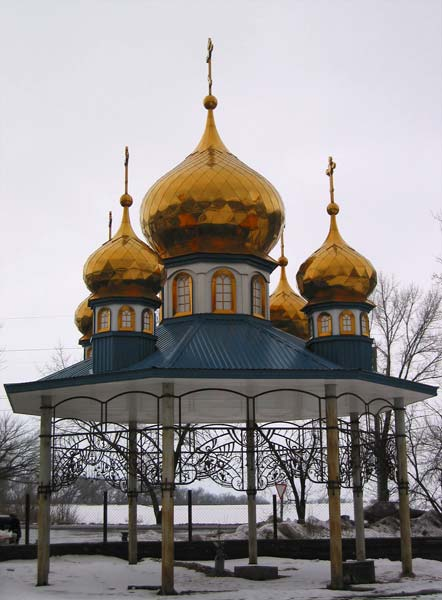
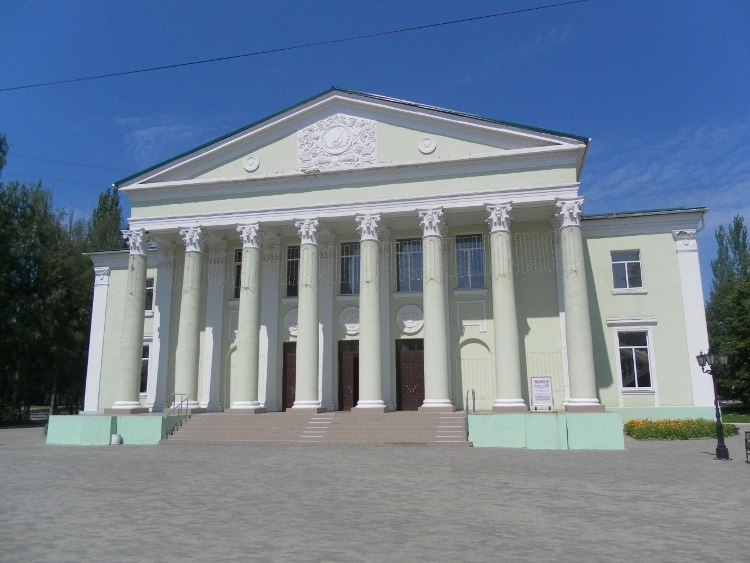